# Арестувани в Парадайз
„Арестувани в Парадайз“ (на английски: Trapped in Paradise) е американска коледна криминална комедия от 1994 г. на режисьора Джордж Кало, който е продуцент и сценарист на филма, и участват Никълъс Кейдж, Джон Ловиц и Дейна Карви.